# Контурна карта
Контурна карта — особливий вид бланкових географічних карт, що містять елементи географічної основи і координатну сітку, призначений для виконання навчальних завдань з географії, історії і астрономії учнями; на такі карти нанесено тільки контури країн, основні об'єкти, процеси або явища. Вони дозволяють виконати завдання шляхом нанесення умовних позначок.

## Призначення
Контурні карти призначені для використання з навчальним атласом (зазвичай він видається в комплекті з контурними картами) і шкільним підручником. Робота над контурними картами дає можливість краще запам'ятати інформацію, розвинути увагу і логіку. Сприяють запам'ятовуванню картографічного змісту. Оформлення контурної карти вимагає точності і акуратності, дотримання ряду правил.
Контурні карти застосовуються також в роботі із студентами, проте проходить вона по картах, призначених для середньої школи або створених викладачами внз для виконання роботи зі своїми студентами. Контурні карти для внз не випускаються.